# Hardeep Singh Nijjar
Hardeep Singh Nijjar (en pendjabi : ਹਰਦੀਪ ਸਿੰਘ ਨਿੱਝਰ), né le 11 octobre 1977 près de Jalandhar (Pendjab) et mort assassiné le 18 juin 2023 à Surrey (Colombie-Britannique), est un militant politique et religieux canado-indien. Il est connu pour avoir soutenu la création d'un État sikh dans la région du Pendjab, le Khalistan. 
Les autorités canadiennes imputent son assassinat à des agents du gouvernement indien. Cette exécution extrajudiciaire entraîne une crise diplomatique entre le Canada et l'Inde.

## Biographie

### Origines et vie privée
Nijjar naît dans un village proche de Jalandhar (Pendjab).
Il émigre au Canada en 1997, débarquant à l'aéroport de Toronto sous un faux passeport attitré au pseudonyme Ravi Sharma, alors que le gouvernement indien réprime les militants khalistanais et les individus accusés d'être de la mouvance. Il est ensuite naturalisé citoyen canadien, après des tentatives d'obtention du droit d'asile ou d'immigration déboutées, en raison de fraude documentaire et de mariage blanc. En 2001, Nijjar avait perdu un procès en appel pour revenir sur ces décisions.
Installé en Colombie-Britannique, il se marie, a deux enfants, et travaille comme plombier.

### Militantisme sikh
Nijjar fait partie de la communauté sikhe, une minorité religieuse indienne représentant moins de 2 % de la population du pays, qui émerge au XVe siècle. Le sikhisme a pour origine une réforme religieuse initiée par Guru Nanak, un sage hindou qui défend un monothéisme radical et remet en cause le système brahmanique avec ses multiples dieux, parmi lesquels Brahma, Vishnou et Shiva.
Hardeep Singh Nijjar est le leader de la branche canadienne du mouvement Sikhs for Justice. 
En 2019, il devient leader du Guru Nanak Sikh Gurdwara, le plus influent temple sikh de Surrey en Colombie-Britannique. Favorable à la création d'un État pour les Sikhs, le Khalistan, il est en 2020 qualifié de terroriste par les autorités indiennes

### Assassinat et conséquences politiques
Lors de l'été 2022, Hardeep Nijjar est contacté par les services de renseignement canadiens. Ils le préviennent que des menaces pèsent sur sa sécurité. Le 18 juin 2023, Hardeep Nijjar est tué par balles à Surrey, en Colombie-Britannique. Six hommes et deux véhicules sont impliqués dans l'assassinat. Hardeep Nijjar est visé par une cinquantaine de balles, dont 34 le touchent,. Au lendemain de son meurtre, plusieurs groupes sikhs accusent le gouvernement nationaliste hindou de Narendra Modi d'avoir joué un rôle dans sa mort.
Le 18 septembre 2023, le premier ministre canadien, Justin Trudeau, déclare au parlement que les services de renseignement ont identifié des « éléments crédibles » qui lient son meurtre au gouvernement de Narendra Modi,. Il dénonce une violation inacceptable de la souveraineté du Canada.  
L'affaire déclenche une crise diplomatique entre le Canada et l'Inde.
L'accusation portée par le Canada est suivie d'une série d'expulsions diplomatiques. La ministre des Affaires étrangères, Mélanie Joly, ordonne l'expulsion d'un haut diplomate, responsable de l'agence de renseignement extérieur indienne au Canada. En réaction, l'Inde ordonne l'expulsion d'un haut diplomate canadien dans les cinq jours.
Le 3 mai 2024, trois Indiens sont arrêtés au Canada et accusés du meurtre de Hardeep Singh Nijjar. Le Canada enquête pour savoir si ces trois hommes avaient des liens avec le gouvernement indien.
D'après Reuters, à la suite de l'assassinat de Hardeep Singh Nijjar en juin 2023, les menaces et le harcèlement croissent à l'égard des membres de la communauté sikh aux États-Unis et au Canada.
En octobre 2024, l'Inde et le Canada expulsent chacun leur ambassadeur et cinq autres diplomates de haut rang,, puis,  le Canada cite Amit Shah, ministre de l'Intérieur indien, comme étant possiblement impliqué, ce qui conduit à une nouvelle protestation de l'Inde.    
Aux États-Unis, un ressortant indien est poursuivi depuis novembre 2023 pour avoir commandité le projet d'assassinat d'un dirigeant séparatiste sikh à New York. Dans cette affaire similaire, l'Inde se montre par contre plus coopérative.